# Roiano
Il quartiere di Roiano (Rojàn in sloveno), situato nella città di Trieste, è una vallata digradante tra prati, vigne, campagne, boschetti e il centro abitato, delimitata dal ciglione carsico di Opicina, dal colle di Gretta/Greta e Terstenico/Trstenik (in epoche recenti più noto come Monte Radio, per essere stato la sede delle antenne e gli impianti dell'Eiar e della Rai e così tuttora riportato anche sulla maggioranza delle cartine) da un lato e dalla collina di Scorcola verso la città, che, grazie a delle fonti materiali come la cappella dedicata a San Pietro, esisteva già nell'anno mille.
Nel censimento del 1804, si contavano solo 47 case e 100 abitanti mentre in quello del 1810, più di 100 case e più di 200 abitanti. Il territorio di Roiano era diviso in varie contrade: Pischianzi (o Sottomonte), Scala Santa, Case Sparse, Molini, Moreri, Verniellis, Cordaroli e San Pietro.
La valle di Roiano (dove oggi sorge il centro abitato), chiamata Val Martinaga, è percorsa da quattro torrenti: Rio Montorsino, Rio Scalze, Rio dei Molini e Rio Carbonara, che oggi danno il nome alla Piazza tra i Rivi (denominazione del 1903), dove attualmente sorge l'ottocentesca parrocchiale dei Santi Ermacora e Fortunato.
Nel 1867, venne costruita la scuola elementare Emo Tarabocchia, una delle prime scuole civili popolari (perché prima le scuole appartenevano alla chiesa). La scuola era divisa in due sezioni: quella di lingua slovena e quella di lingua italiana.
Lo Stabilimento della Stock s.p.a., fondato nel 1884, fu uno dei più importanti stabilimenti di imbottigliamento e di produzione di brandy, grappe e liquori di Trieste. Lo stabilimento venne stato spostato da via Lionello Stock, a Roiano, alla zona industriale della città ma nel 2012 venne decisa la delocalizzazione nella Repubblica Ceca, con la conseguente chiusura di ogni attività a Trieste ed in Italia. Attualmente l'ex stabilimento è adibito a centro commerciale, con anche alcune abitazioni residenziali.
Nel 1889, venne costruito il ricreatorio Guido Brunner, nella villa donata al comune dalla signora Sara Davis.  Nel 1934 venne costruito un carcere per gli anti-fascisti, oggi diventato la scuola media Guido Brunner (ex scuola dell'avviamento al lavoro). Oltre alle attività sportive offerte dal ricreatorio Brunner e dall'Oratorio del Centro Giovanile, l'U.S.Roianese è la squadra di calcio del quartiere, che si allena nel campo di Viale Miramare.
Viene spesso citato quando si parla della nota astrofisica e divulgatrice scientifica italiana Margherita Hack, che abitava in una casetta in Via del Pratello con suo marito e i suoi gatti fino alla sua morte avvenuta il 29 giugno 2013.

## Infrastrutture e trasporti
Collegata a Trieste dagli autoservizi Trieste Trasporti, durante buona parte del Novecento Roiano ospitava altresì un importante capolinea della rete tranviaria di Trieste.